# Фибробласт
Фибробласт је најтипичнија ћелија везивног ткива која има градивну и улогу у синтези свих компоненти тог ткива. Имају способност кретања као у вештачким (in vitro) тако и у организму. Настају од мезенхимске ћелије. Тело фибробласта је вретенастог облика и са њега полазе краћи и дужи наставци цитоплазме којима се успостављају међућелијске везе.
Синтетишу компоненте основне супстанције која испуњава простор између ћелија:
- протеогликане
- градивне протеине
- прекурзоре колагена и еластична влакна.

## Структура
Фибробласти имају разгранату цитоплазму која окружује елиптично, шарено једро које има два или више нуклеуса. Активни фибробласти се могу препознати по њиховом обилном грубом ендоплазматичном ретикулуму. Неактивни фибробласти (који се називају фиброцити) су мањи, вретенастог облика и имају смањену количину грубог ендоплазматичног ретикулума. Иако су раздвојени и раштркани када морају да покрију велики простор, фибробласти, када су нагомилани, често се локално поравнавају у паралелним кластерима.
За разлику од епителних ћелија које облажу структуре тела, фибробласти не формирају равне монослојеве и нису ограничени поларизујућим везањем за базалну ламину на једној страни, иако могу допринети компонентама базалне ламине у неким ситуацијама (нпр. компонента ламинина која носи α-2 ланац, а која је одсутна само у регионима епитела повезаног са фоликулима који немају миофибробластну облогу). Фибробласти такође могу полако да мигрирају преко супстрата као појединачне ћелије, опет за разлику од епителних ћелија. Док епителне ћелије формирају облогу телесних структура, фибробласти и сродна везивна ткива обликују "већину" организма.
Животни век фибробласта, мерен у пилећим ембрионима, је 57 ± 3 дана.

## Однос са фиброцитима
Фибробласти и фиброцити су два стања истих ћелија, при чему је прво активирано стање, а друго мање активно стање, које се бави одржавањем и метаболизмом ткива. Тренутно постоји тенденција да се оба облика назову фибробластима. Суфикс "-бласт" се користи у ћелијској биологији за означавање матичне ћелије или ћелије у активираном стању метаболизма.
Фибробласти су морфолошки хетерогени са различитим изгледом у зависности од њихове локације и активности. Иако су морфолошки неупадљиви, ектопично трансплантирани фибробласти често могу задржати позиционо памћење локације и контекста ткива где су претходно боравили, барем током неколико генерација.

## Функција
Фибробласти стварају колагена влакна, гликозаминогликане, ретикуларна и еластична влакна. Фибробласти појединаца који расту се деле и синтетишу приземну супстанцу. Оштећење ткива стимулише фиброците и индукује производњу фибробласта.

### Упала
Поред опште познате улоге структурних компоненти, фибробласти играју кључну улогу у имунолошком одговору на повреду ткива. Они су рани играчи у покретању упале у присуству инвазивних микроорганизама. Они индукују синтезу хемокина кроз презентацију рецептора на њиховој површини. Имунске ћелије тада реагују и покрећу каскаду догађаја како би очистиле инвазивне микроорганизме. Рецептори на површини фибробласта такође омогућавају регулацију хематопоетских ћелија и обезбеђују пут за имуне ћелије да регулишу фибробласте.